# Reis naar je roots
Reis naar je roots is een Nederlands televisieprogramma dat gepresenteerd werd door Stephanie van Eer. Het realityprogramma werd in 2023 uitgezonden door KRO-NCRV op NPO Zapp.
In het programma reisde Van Eer met vier tieners naar Suriname om hun herkomst te ontdekken. Een van hen was 13 en drie waren 15 jaar oud, terwijl Van Eerd zelf 25 was. De vier tieners waren hiervoor nog nooit in het land van hun (voor)ouders geweest.
De presentatrice kwam met het programmaidee nadat ze zelf Suriname had bezocht voor de opnames van Mindf*ck: ze voelde alsof ze thuiskwam en ervoer een verbondenheid met haar afkomst en het geboorteland van haar vader.

## Afleveringen
- 3 september 2023: de groep ontmoet elkaar voor het eerst op Schiphol en reizen naar Suriname.[5]
- 10 september 2023: er wordt een bezoek aan de stad Paramaribo, de moskee Keizerstraat en de binnenlandse jungle gebracht.[6]
- 17 september 2023: aan de Boven-Surinamerivier wordt het marrondorp Jawjaw bezocht. In Paramaribo wordt Fort Zeelandia bekeken.[7]
- 24 september 2023: deze keer worden Guiaanse dolfijnen gespot in de Surinamerivier, familieleden ontmoet, een plantage van familie bezocht en weer naar het binnenland gereisd.[8]
- 1 oktober 2023: de groep overnacht in de jungle. Overdag wordt de Fredberg bezocht.[9]